# 狗街镇
狗街镇是中国云南省昆明市宜良县下辖的一个镇。

## 行政区划
狗街镇下辖以下地区：
狗街社区、西村社区、龙华社区、龙山社区、化鱼社区、小马街社区、玉龙社区、马军社区、中营社区、里营社区、莲华社区、小哨社区、槽沟村、章堡村、河沟村、高古马村、新江村、龙保村、化所村和孙家营村。